# He Man (ribelle)
He Man (何曼S) (fl. II secolo) è stato un generale cinese della rivolta dei Turbanti Gialli durante la fine della dinastia Han.

## Biografia
Verso il termine della rivolta dei Turbanti Gialli, intorno al 190, He Man ed i suoi uomini, insieme ai Turbanti Gialli rimasti a Runan, si allearono con Yuan Shu e Sun Jian. Intorno alla metà degli anni 190, il suo esercito su alcune decine di migliaia di uomini.
Nel 196, il signore della guerra Cáo Cāo mosse guerra contro gli ultimi Turbanti Gialli; nella battaglia che ne seguì, l'alleato di He Man Huang Shao (黄邵) fu ucciso e, egli decise di arrendersi assieme ai rimanenti capi dei Turbanti Gialli.
Non è noto cosa accade ad He Man dopo il termine della battaglia.

### Romanzo dei Tre Regni
He Man è uno dei personaggi del romanzo storico di Luo Guanzhong, il Romanzo dei Tre Regni. Nel libro He Man, insieme a He Yi e Huang Shao, saccheggia Runan e viene ucciso a tradimento da Cao Hong, al termine di un duello in cui era risultato vincitore.